# Балтийский Клан
Балтийский Клан — петербургское хип-хоп-сообщество конца 1990-х — начала 2000-х годов, в которое входили различные рэп-группы, исполнители, диджеи, музыканты, а также брейк-данс коллективы.

## История
«Балтийский Клан» существовал с 1997 по 2001 год. Он стал главным катализатором развития и нынешней популярности хип-хопа в Санкт-Петербурге. За это время было проведено множество концертов и фестивалей (например, «Стрип’n’Рэп») и выпущен ряд хип-хоп-сборников «Новые имена питерского рэпа» при содействии KDK Records. Фестивали «Балтийского Клана» в различных клубах (Candyman, Марабу, Факультет, Darkside, Спартак) проходили невероятно успешно, на некоторых из них приходили около тысячи человек.
Организован «Клан» был группой СТДК совместно с бывшим брэйкером и экс-участником старейшего рэп-коллектива "ДА-108" Фуксом. Ядром этой организации была группа «7,62», в которую входили Фукс, Гусь (известный также как Папа Гусь) и DJ Вэл. Фукс также вёл передачи «Хип-хоп инфо» и «Территория транзита» на радио «Рекорд».
Сборники «Балтийского Клана», а также группы «7,62» выпускала компания КДК Рекордс. Коммерческим директором этого проекта был Пётр Новик. В дальнейшем он приобрёл большее влияние на политику компании. Вскоре после отхода от управления «Кланом» его создателей, проект закрылся. В 1999 году в состав «Балтийского Клана» входили «7,62», «СТДК», «Перегрев», «1.8.7.», брейк-данс-команда DIVISION crew, брейкеры из команды «Клинч-Мастер» (известные также по работе с Дельфином), «Каждому своё», Фрол, Б-9, A-Tone, DJ Ха-ла-ла, и многие другие. В 2001 году в виду финансовых и организационных проблем «Балтийский Клан» прекратил существование, но остался в истории русского рэпа. Именно Балтийский Клан стал стартовой площадкой для таких артистов, как Смоки Мо, Лена Тэ, KREC, Ради славы и других. С «Балтийским Кланом» сотрудничали Константин Кинчев и Рикошет.